# Gertrud Fridh
Gertrud Fridh est une actrice suédoise, née le 26 novembre 1921 à Göteborg et morte le 11 octobre 1984 à Stockholm.

## Biographie

### Jeunesse et formation
Gertrud Sara Fridh-Wilkner naît à Göteborg en Suède le 26 novembre 1921. Après avoir étudié à la Nya elementars flickskola, elle s’oriente vers le théâtre malgré l’opposition initiale de son père. Elle travaille un d’abord dans un bureau, mais est ensuite admise à l’école d’art dramatique du Théâtre municipal de Göteborg entre 1941 et 1943, où elle commence déjà à jouer pendant sa formation.

### Carrière

#### Débuts de comédienne et d’actrice
Son premier grand succès survient en 1944 avec la pièce Tobaksvägen. Dans les années 1940 et 1950, elle travaille dans les théâtres de Göteborg puis de Malmö, où elle rencontre le réalisateur Ingmar Bergman. Leur collaboration fructueuse débute avec le film L’Éternel Mirage (Skepp till India land) en 1947, suivi de plusieurs autres chefs-d’œuvre comme Les fraises sauvages (Smultronstället - 1957), Le Visage (Ansiktet - 1958) et L’Œil du diable ( Djävulens öga - 1960).

#### Théâtre
En 1958, Gertrud Fridh rejoint la troupe permanente du prestigieux Théâtre Royal Dramatens à Stockholm, où elle reste jusqu'à sa retraite en 1977. Là, elle incarne plusieurs grands rôles classiques, allant de Titania dans Le Songe d'une nuit d'été de Shakespeare à Phaedra dans Hippolyte d’Euripide. Son rôle le plus acclamé reste celui de Hedda Gabler dans la production légendaire d’Ingmar Bergman en 1964, spectacle donné 89 fois, également présenté à Helsinki, Berlin et Londres. Cette interprétation est encore considérée comme la référence absolue en Suède pour ce personnage 

### Style
Gertrud Fridh est particulièrement louée pour son regard très expressifs et sa voix profonde et sensuelle, qui donnent une grande intensité à ses personnages, souvent mélancoliques ou mélodramatiques. Son jeu est décrit comme passionné, tel « une flamme et une fleur à la fois ». Bien qu’elle ait également joué dans des comédies, sa présence dramatique intense à marqué tous ses rôles.

### Mort
Gertrud Fridh meurt le 11 octobre 1984 à Stockholm à l’âge de 62 ans.

## Filmographie sélective
- 1942 : Rid i natt! de Gustaf Molander
- 1947 : L'Éternel Mirage (Skepp till India land) d'Ingmar Bergman
- 1957 : Les Fraises sauvages (Smultronstället) d'Ingmar Bergman
- 1958 : Le Visage (Ansiktet) d'Ingmar Bergman
- 1960 : L'Œil du diable (Djävulens öga) d'Ingmar Bergman
- 1964 : Toutes ses femmes (För att inte tala om alla dessa kvinnor) d'Ingmar Bergman
- 1968 : L'Heure du loup (Vargtimmen) d'Ingmar Bergman